# Halil Altındere
 Halil Altındere  (* 1971 in Mardin, Türkei; lebt in Istanbul) ist ein türkischer Multimedia- und Aktionskünstler kurdischer Abstammung. Er arbeitet mit Videos und verschiedenen Multimedia-Techniken, als Objektkünstler und Fotograf. Halil Altındere ist ebenfalls Herausgeber und Chefredakteur des art-ist Contemporary Art Magazine in Istanbul.

## Leben und Werk
Halil Altınderes Kunst ist von politischen Inhalten geprägt. Bereits in seinem Frühwerk setzt sich Altındere mit dem repressiven türkischen Regime auseinander.
Altındere verwendet in seinen Installationen häufig die Insignien und Symbole staatlicher Macht und Präsenz, wie Briefmarken, Flaggen, Banknoten, oder Personalausweise, die er manipuliert und – teilweise auch humoristisch – verfremdet. Seine Werke haben das Ziel, die Systeme staatlicher Repräsentation und die Identifikation mit dem System zu stören. In seinen Videos und Installationen setzt er sich mit dem Leben und der Sprache der Subkulturen und der Heterogenität der Großstädte in der Türkei auseinander.
Eines seiner bekanntesten Projekte war die Vergrößerung seines türkischen Personalausweises, den er 1997 in einer Passdruckerei in Istanbul ausstellte. Diese Aktion war besonders brisant, da die kritische Hinterfragung von Nationalsymbolen damals in der Türkei als Tabu galt. Die Provokation lag nicht nur in der Kritik am Nationalstolz, sondern auch in der Sichtbarmachung seiner kurdischen Identität in einem Land, das lange Zeit die Anerkennung ethnischer Minderheiten vermied. Seine Arbeit mit den vergrößerten Personalausweisen zog sogar die Aufmerksamkeit der türkischen Parlaments auf sich und führte zu einer Drohung mit einer parlamentarischen Untersuchung.
Im Jahr 1999 gründete Altindere die Kunstzeitschrift art-ist und organisierte Ausstellungen, durch die er sich nicht nur als Künstler, sondern auch als wichtiger Akteur in der Kunstszene etablierte.
Ein weiteres bemerkenswertes Projekt ist seine Arbeit Hommage to Mladen Stilinović, die sich durch eine ironische Auseinandersetzung mit dem Konzept der Ironie auszeichnet, inspiriert vom serbischen Neokonzeptualisten Mladen Stilinović.
Eines seiner Werke, benannt nach dem Motto der Anarchistin Emma Goldman „If I can’t dance, I don’t want to be part of your revolution“, zeigt eine junge Frau mit einer handgefertigten Goldkette, die ein T-Shirt in Anarchistenfarbe Schwarz trägt, und demonstriert damit Altinderes Fähigkeit, tiefgreifende Kritik mit ästhetischer Eleganz zu verbinden.
Im Jahr 2007 war Altındere mit der Videoarbeit Dengbejs Teilnehmer der documenta 12 in Kassel. Das Wort Dengbejs bedeutet auf Kurdisch Geschichtenerzähler. Altındere stellt in dem Video Dengbejs vor, die in einem mit mesopotamischen Teppichen ausgelegten Raum sitzen und singend Geschichten vortragen, die zur mündlich überlieferten kurdischen Kulturgeschichte gehören. Wenn die Geschichtenerzähler den Ort verlassen, erscheinen verschachtelte Holzhäusern, die über den Dächern einer türkischen Stadt stehen. Mit dem Film deutet Altındere an, dass Moderne und Tradition sowohl neben- als auch über- (und unter-) einander existieren. Der Widerspruch der Architekturen steht als Sinnbild für den Antimodernismus der Dengbejs.
Altindere nutzt Ironie und Humor als Hauptwaffen in seiner Kunst, wie in der Arbeit Das Kapital (2009), wo er mit einem Laser ein Pistolenloch in Marx’ Hauptwerk schneidet, um auf die tödlichen Konsequenzen ideologischer Dogmen hinzuweisen. In No Man’s Land platziert er zwecks Symbolisierung der Koexistenz von Fortschritt und vergessener Geschichte in der Türkei einen Raumfahrer auf einem Pferd in der prähistorischen Landschaft Kappadokiens.
Sein Engagement, gesellschaftliche und politische Themen wie die Gefährdung von Künstlern in der Türkei anzusprechen, zeigt sich deutlich im Video Who shot the artist (2009), in dem Altindere selbst während eines Vortrages über die türkische Kunstszene bei der Reaktion auf Schüsse in einem Einkaufszentrum in Istanbul zu sehen ist.

## Wichtige Ausstellungen
- 1997 5. Istanbul Biennale
- 2000 early spring Kunsthallen Nikolaj, Kopenhagen
- 2001 Boztepe / Rhomberg / Karamustafa / Altindere Künstlerhaus Palais Thurn & Taxis, Bregenz
- 2002 Between the Waterfronts Galerie Ron Mandos, Rotterdam / In search of Balkania Neue Galerie, Graz /  Manifesta 4 Frankfurt am Main / Oh, it´s a Curator! rotor Graz
- 2003 Tirana Biennale 2 / In den Schluchten des Balkan Kunsthalle Fridericianum, Kassel / Blut & Honig - Zukunft ist am Balkan Sammlung Essl, Klosterneuburg
- 2004 5. Cetinje Biennale - Love it or Leave it Biennale Cetinje / Shake - ID Troubles-Lüneburg, Halle für Kunst Lüneburg
- 2005 PILOT:2 PILOT London / 9. Istanbul Biennale
- 2006 October Salon 2006, Belgrad / Art Without Borders ACCEA Yerevan, Jerewan
- 2007 documenta 12 Kassel
- 2015 Who the F*ck is Halil Altındere Kunstpalais Erlangen
- 2016 n.b.k. Space Refugee Berlin